# Ipolytarnóc
Ipolytarnóc (szlovákul: Ipeľský Trnovec) község Nógrád vármegyében, a Salgótarjáni járásban. A Novohrad-Nógrád UNESCO Globális Geopark települése. 

## Fekvése
Ipolytarnóc Nógrád vármegye legészakibb települése, az Ipoly bal partján terül el; határában keresztezi az Ipoly a szlovák-magyar szárazföldi országhatárt, és itt kezdődik a folyó völgyének magyarországi szakasza. Budapesttől 140, Szécsénytől 24, Salgótarjántól 25,5 kilométerre fekszik.

### Megközelítése
- Közúton Budapest felől a 22-es főútból Szécsénynél kiágazó 2205-ös úton érhető el a település, Ludányhalászin, Nógrádszakálon és Litkén keresztül. Megközelíthető a község Salgótarján felől is, a 2206-os úton, amely Litkén találkozik a 2205-ös úttal. A megyeszékhellyel naponta rendszeres autóbuszjárat köti össze.
- Vonattal az Aszód–Balassagyarmat–Ipolytarnóc-vasútvonalon volt megközelíthető 2023. július 31-ig. A helyi vasútállomás Litke megállóhely után következett. A vasútvonal és az S790-es személyvonatok volt végállomása, amelyek naponta négyszer közlekedtek Balassagyarmatról és vissza. A vasútállomás közúti megközelítését a 2205-ös út felől a mintegy 300 méter hosszú, 22 309-es számú mellékút (települési nevén Kossuth utca) biztosítja.

## Története
A községet első ízben – Tarnócz néven – az 1332–1337. évi pápai tizedjegyzék említi, ami azt bizonyítja, hogy volt plébániája. A 14–15. században Tasnoch, Tamulch, Tarnouk és Tharnócz névalakban szerepelt a régi iratokban, dokumentumokban. 1492-ig a Dicsőszentmártoni, a Kizdi és a Tarnóczi családok birtokolták. 1499-ben utóbbi tagjai osztoztak rajta.
1558-ban Berényi András, Zerdahelyi István, Pelinyi Bálint és Muraközy Mátyás nyerték adományul Ferdinánd királytól. Ekkor 11 összeírt házzal Pilinyi Ferenc szolgabíró járásához tartozott, de négy-öt év múlva már a Szécsényi szandzsák területéhez sorolták, török hódoltsági faluként adózott Tarnofcse néven. A 17. század elején 20-24 magyar család élt a faluban. Ebben az időszakban épültek a legrégebbi kúriák, amelyek közül a legnevezetesebbek a Baán-, a Jankovich-, a Woxith–Horváth-házak voltak. A Jankovich-kúriában 1970-ig a falu régi iskolája működött.
A török kiűzése, Rákóczi kurucvilága után az 1720-as–1730-as években Tarnócz már újratelepült, virágzó falu volt, ahol 24 magyar háztartást írtak össze. A vármegyei közigazgatás ebben az időben különböző helyeken megtartott vármegyei közgyűlései közül egyet 1727-ben itt tartott meg.
A 19. század végén mintegy 1200 hold szántó, 480 hold rét, 515 hold legelő állt a tarnóci gazdálkodók rendelkezésére. Az Ipoly folyón vízimalom működött, amelynek vízelrekesztő gátjai, zúgói, áradást okozó vízterelése miatt sokszor szerepelt a vármegyéhez küldött lakossági panaszok között. 1874-ben tragikus tűzeset pusztított a községben, a falu leégett, 813-an éltek itt ebben az időben.
Az első magyarországi népszámlálás 1870-ben 118 házat és 813 fős népességet regisztrált, amelyből 408 férfi, 405 pedig női lakos volt. Római katolikusnak 748-an, hetvenen reformátusnak, 29-29 személy evangélikusnak és zsidó vallásúnak vallotta magát. Olvasni és írni 151-en, olvasni 353-an tudnak, a többi 309 lakos pedig analfabéta volt.
1896 jelentős évszám Tarnóc életében, mert az 1892-ben Aszódtól Gyarmatig meghosszabbított vasútvonal az Ipoly völgyének mentén már Szécsényen, Tarnócon át Losoncig vitte az utasokat, teherárukat.
A trianoni békeszerződésig Nógrád vármegye Losonci járásához tartozott, és egyben a járás egyetlen Magyarországon maradt települése is.
A falu az 1873-as községtörvénytől 1950-ig kisközség. 1951. február 1-től 1973. április 30-ig önálló községi tanácsa volt. 1973. május 1-től Litke társközsége a rendszerváltozásig. 1990-től közigazgatásilag önálló település, amelynek mindennapi életét választott polgármester és képviselő-testület szolgálja.

## Közélete

### Polgármesterei

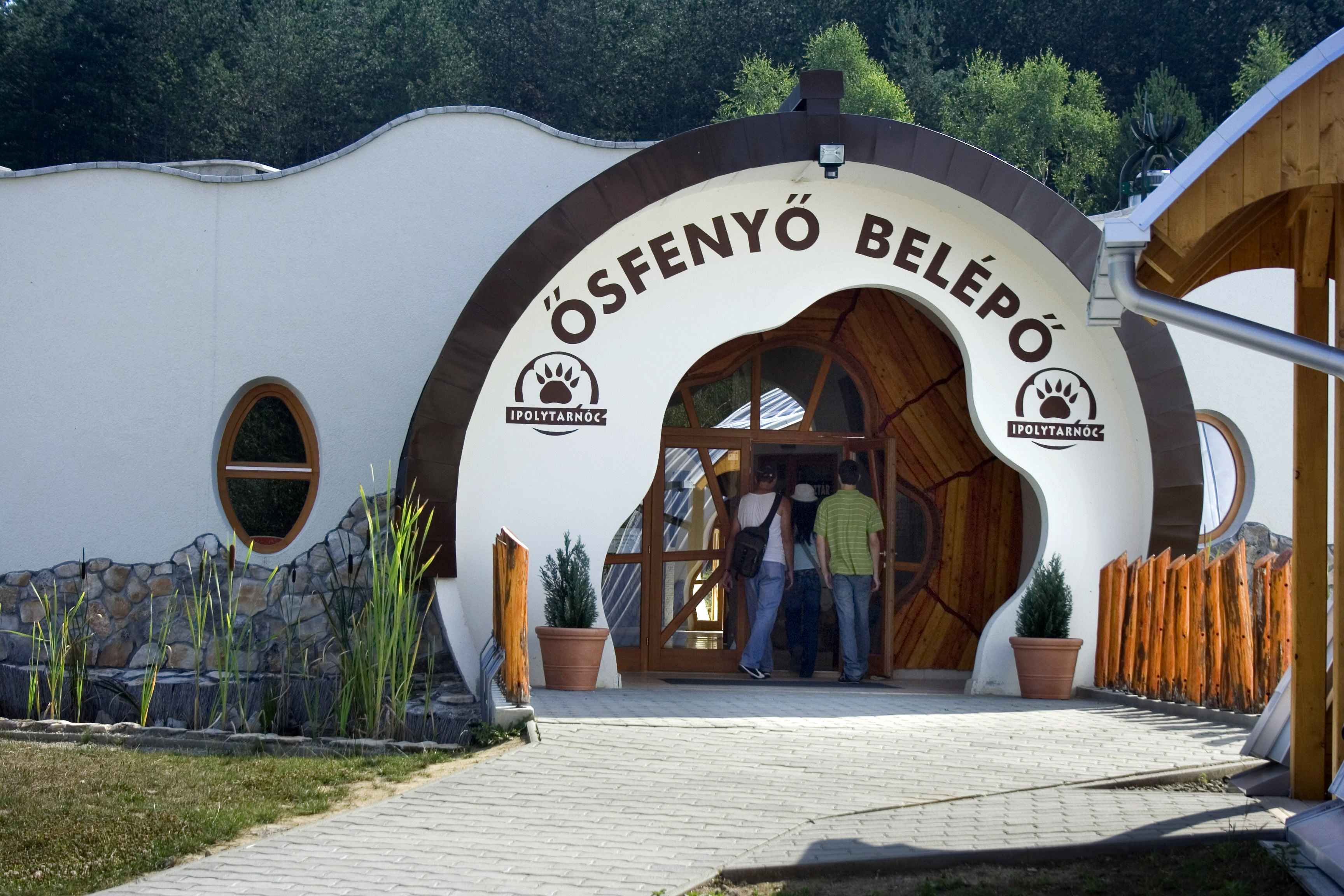
Ipolytarnóc egyik legjelentősebb turisztikai célpontja, az Európa Diplomás őslénytani bemutatóhely főbejárata

- 1990–1994: Tisza Attila (független)[3]
- 1994–1998: Tisza Attila (FKgP-KDNP-Fidesz-MDF)[4]
- 1998–2002: Tisza Attila (Fidesz-FKgP-MDF-KDNP-MDNP-MKDSZ)[5]
- 2002–2006: Szabó Tibor István (független)[6]
- 2006–2010: Szabó Tibor István (független)[7]
- 2010–2013: Szabó Tibor István (Fidesz-KDNP)[8]
- 2013–2014: Bolyós Gáborné (független)[9]
- 2014–2019: Bolyós Gáborné (független)[10]
- 2019–2024: Gál István (független)[11]
- 2024– : Gál István (független)[1]

A településen 2013. április 7-én időközi polgármester-választást tartottak, az előző polgármester lemondása miatt.

## Népesség
A település népességének változása:
| Lakosok száma | 452  | 445  | 455  | 406  | 398  | 420  | 418  |
|               | 2013 | 2014 | 2015 | 2021 | 2022 | 2023 | 2024 |

2001-ben a település lakosságának 91%-a magyar, 9%-a cigány nemzetiségűnek vallotta magát.
A 2011-es népszámlálás során a lakosok 76,9%-a magyarnak, 13% cigánynak, 0,4% németnek mondta magát (22,2% nem nyilatkozott; a kettős identitások miatt a végösszeg nagyobb lehet 100%-nál). A vallási megoszlás a következő volt: római katolikus 62,7%, református 0,7%, evangélikus 0,7%, görögkatolikus 0,2%, felekezeten kívüli 7,2% (27,2% nem nyilatkozott).
2022-ben a lakosság 94%-a vallotta magát magyarnak, 18,6% cigánynak, 0,5% németnek, 0,5% szlováknak, 0,3% ruszinnak, 2,8% egyéb, nem hazai nemzetiségűnek (6% nem nyilatkozott; a kettős identitások miatt a végösszeg nagyobb lehet 100%-nál). Vallásuk szerint 53,8% volt római katolikus, 1,8% református, 1,8% evangélikus, 0,3% görög katolikus, 1,5% egyéb keresztény, 1,8% felekezeten kívüli (38,7% nem válaszolt).

## Nevezetességei
- Ipolytarnóci Ősmaradványok Természetvédelmi Terület – Európa Diplomás őslénytani bemutatóhely
- Római katolikus templom
- Szent Anna-temetőkápolna
- Bory-kúria

## Galéria

Ipolytarnóc
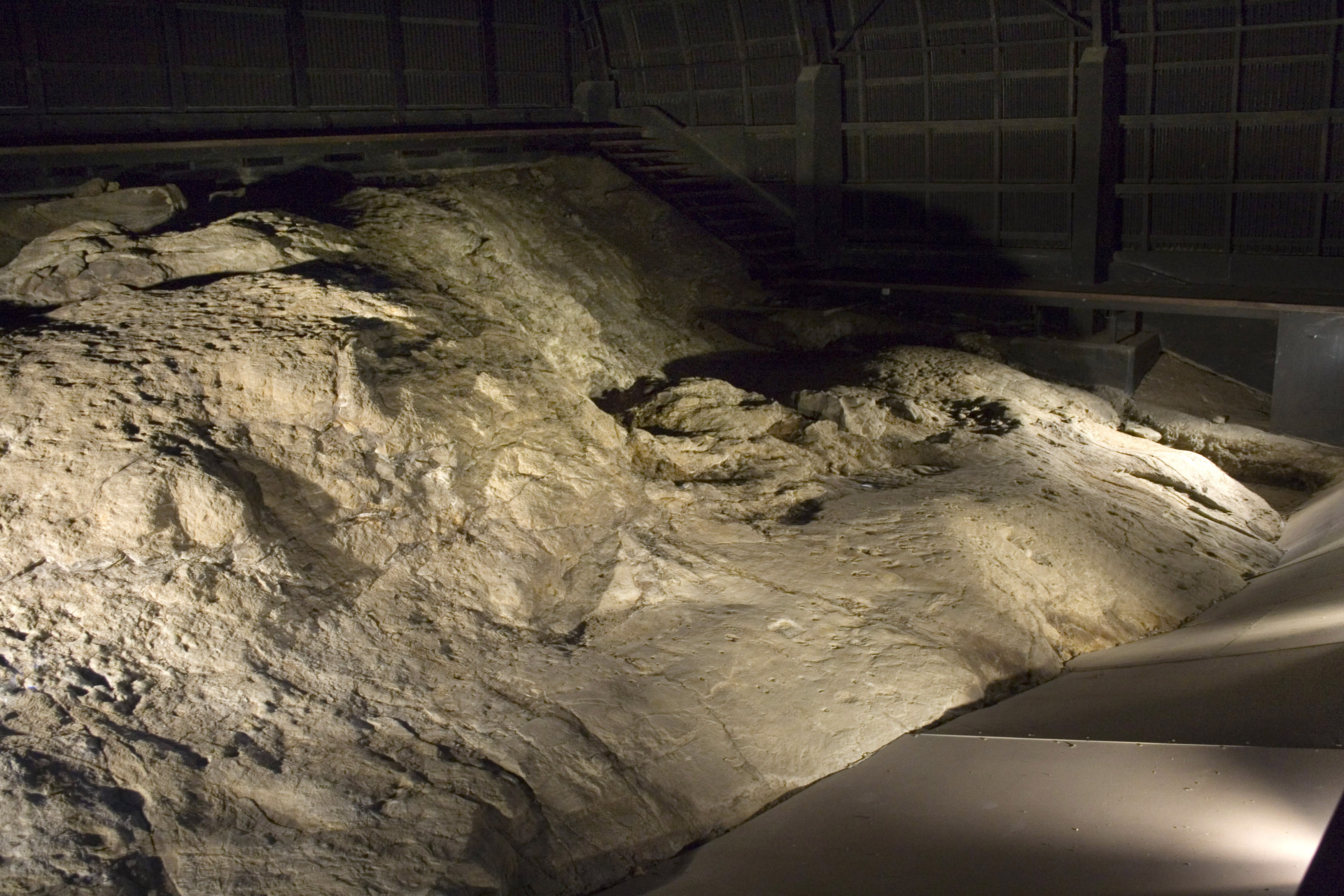
A Paratethys tenger egykori partjában számtalan akkori élőlény lábnyoma kövesedett meg, 17‑18 millió évvel ezelőtt
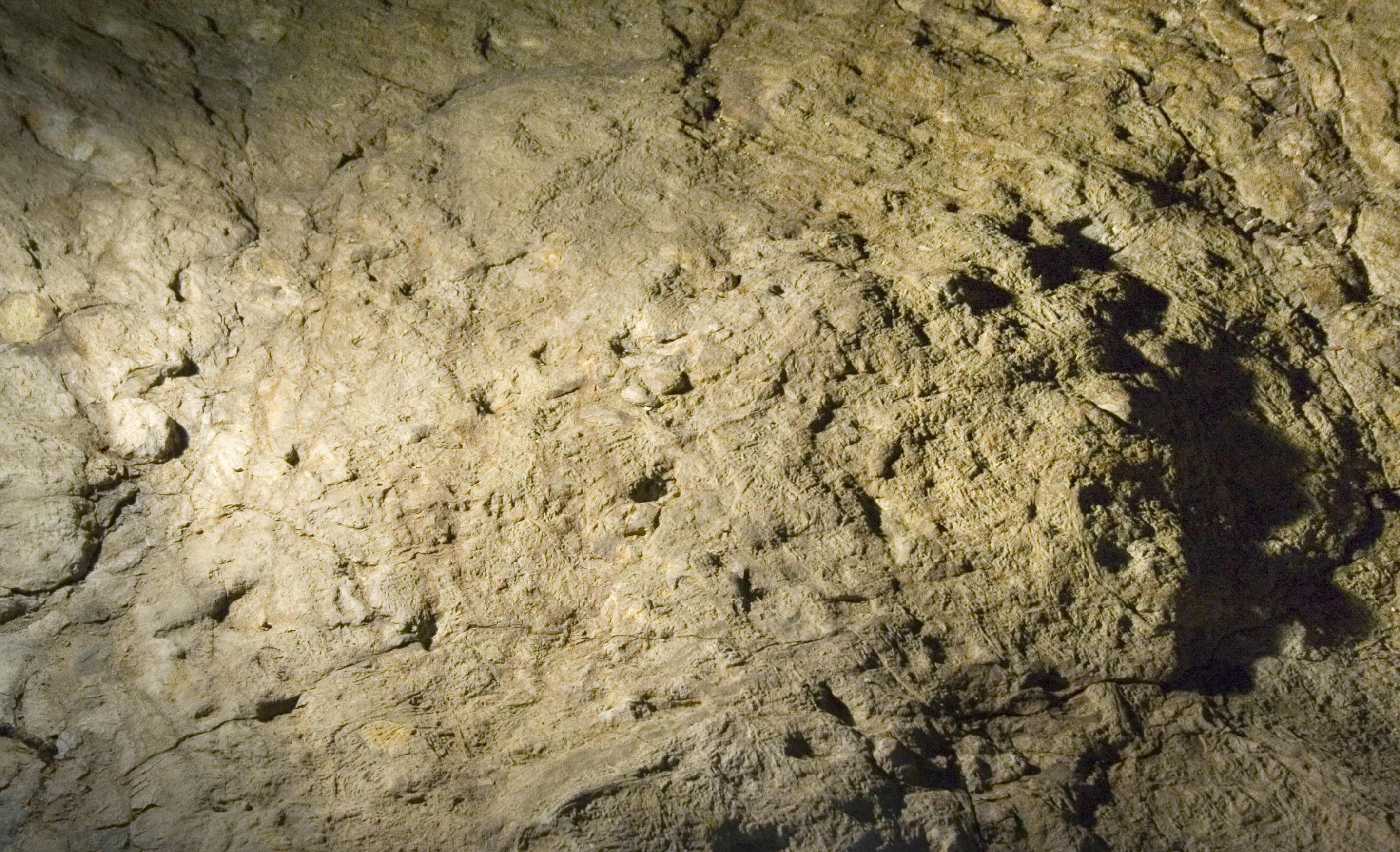
A Paratethys tenger megkövesedett partjának egy részlete
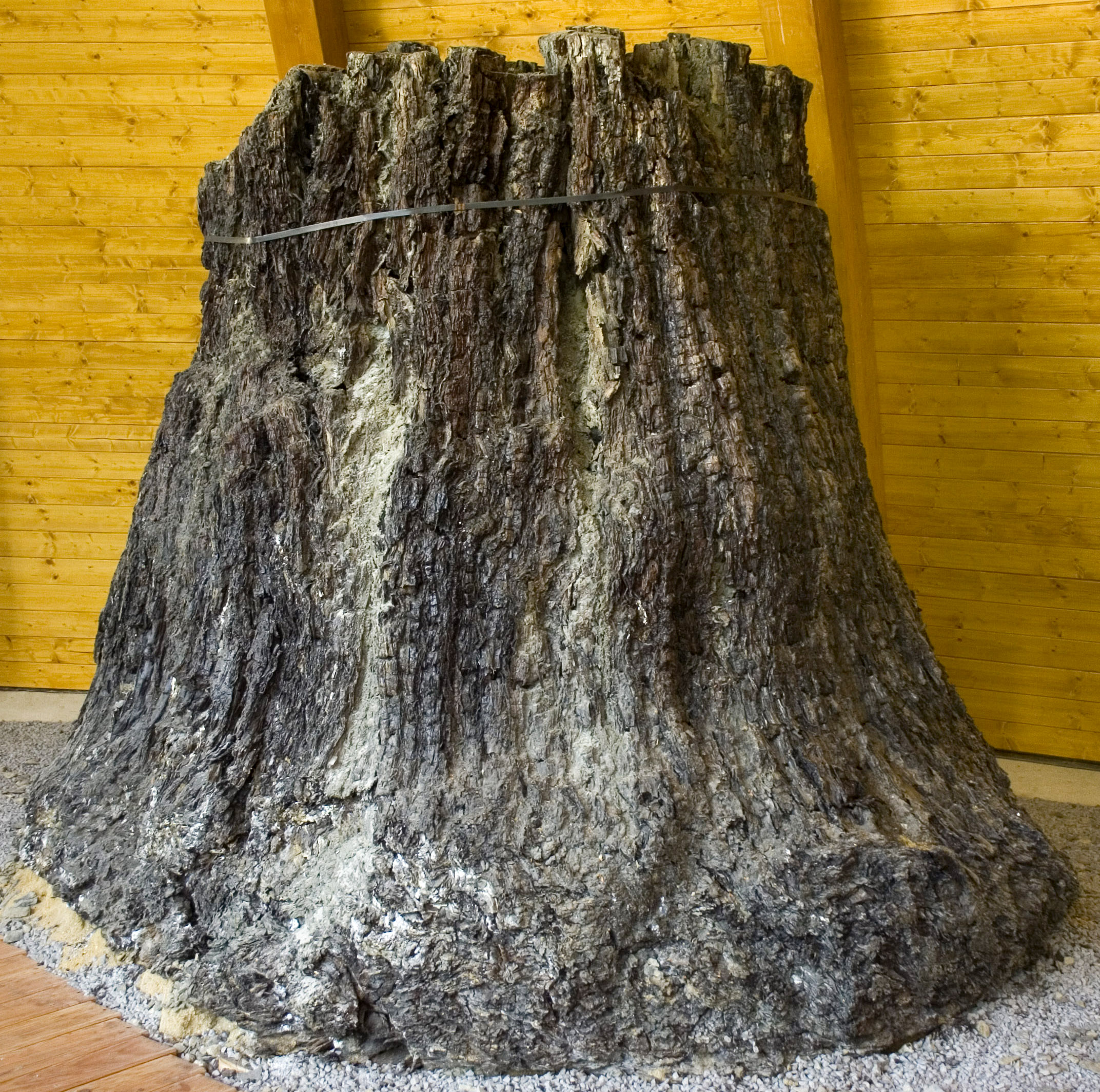
A Bükkábrány mellett talált mocsárciprusok (bükkábrányi ősfák, Taxodium) egyike. Magassága kb. 3 m, jelenleg az Ipolytarnóci Ősfenyő bemutatóházban látható